# Passeggiata d'amore
Passeggiata d'amore (Flirtation Walk) è un film del 1934 diretto da Frank Borzage.

## Trama
Arruolato nell'esercito, Richard Palmer Grant Dorcy è soprannominato Canary. Di stanza alle Hawaii, diventa grande amico del suo sergente, Scrapper Thornhil. Quando alla base arriva il generale Fitts accompagnato dalla figlia Kit, una sera a Dick viene assegnato di fare da autista alla ragazza che si deve recare a una cerimonia tradizionale hawaiana. I due giovani, però, presi dal fascino della notte illuminata dalla luna, vengono scoperti una nelle braccia dell'altro dal tenente Biddle che, innamorato di Kit, accusa il soldato di aver rovinato la reputazione della ragazza. Dick, spirito ribelle, decide di disertare ma ne viene dissuaso da Kit che, supplicata da Scrapper, finge di non essere innamorata di Dick ma di aver seguito solo un impulso folle che l'ha spinta tra le sue braccia. In Dick, allora, nasce uno spirito competitivo che lo porta a sfidare Biddle da pari a pari. Pur se non ha mai voluto intraprendere la carriera militare, Dick decide di frequentare West Point per diventare ufficiale. Accettato in Accademia, il giovane diventa un promettente cadetto con grande gioia di Scrapper che continua a seguire la carriera del suo protetto.
L'ultimo anno, a West Point arriva il generale Fitts, nominato sovrintendente. Tutti i cadetti si mettono a corteggiare la bella figlia del generale, mentre il solo Dick si dimostra freddo nei suoi confronti. Per la tradizionale Hundredth Night, Dick scrive il testo di uno spettacolo che ha come protagonista una donna generale, personaggio che gli è stato ispirato da Kit. Quest'ultima, mentre si trova sola con Dick, cerca di spiegargli il suo comportamento e il motivo per il quale aveva mentito sui suoi sentimenti. Lui non vuole spiegazioni ma, poi, sul palcoscenico, mentre stanno recitando una scena romantica, bacia la ragazza che ammette di amarlo.
Il generale Fitts annuncia il fidanzamento della figlia con il tenente Biddle. Dick, confuso, cerca di parlare con Kit, ma viene preso e, per salvare il buon nome della ragazza, decide di lasciare l'Accademia. Scrapper, giunto per il giorno di laurea, scopre con disappunto che il suo ragazzo si è ritirato dalla scuola ufficiali. La giornata perù è salvata quando Biddle arriva con la notizia che le dimissioni sono state respinte. Dopo che Biddle restituisce l'anello di fidanzamento a Kit, Dick è un uomo felice e un ufficiale laureato a West Point.

## Produzione
Il film fu prodotto dalla First National Pictures (A Frank Borzage Production).

## Brani musicali
Le canzoni sono di Mort Dixon e Allie Wrubel  (parole e musica).
- Flirtation Walk
- I See Two Lovers
- Mr. and Mrs. Is the Name
- When Do We Eat?
- Smoking in the Dark
- No Horse, No Wife, No Mustache

## Distribuzione
Il copyright del film, richiesto dalla First National Pictures, Inc., fu registrato il 16 novembre 1934 con il numero LP5108.
Il film uscì nelle sale USA il 1º dicembre 1934. Nel 1935, fu presentato a Londra (8 febbraio), in Francia (5 aprile), Ungheria  (18 aprile), Finlandia (28 aprile), Svezia (13 maggio), Danimarca (24 maggio), Regno Unito (30 settembre), Australia (23 ottobre).